# 稲荷神社 (板橋区赤塚)
稲荷神社（いなりじんじゃ）は、東京都板橋区赤塚にある神社。

## 概要
創建年代は不明である。当地で農業を営んでいた篠崎兵衛は、日頃から稲荷神を信仰しており、篠崎家の家運隆昌のために稲荷神社を創建することを決意し、仲間と共に自ら私財を投じて建てたという。篠崎兵衛がいつ頃の人物であるかは不明である。
通称は「篠崎の赤塚」の意で「篠塚稲荷神社」と呼ばれている。なお、赤塚には、「中田出世稲荷神社」という神社もある。

## 摂末社
- 阿夫利神社

## 氏子区域
- 赤塚6丁目の一部

氏子には兵衛の末裔と思われる「篠崎」姓の者が多い。

## 交通アクセス
- 下赤塚駅より徒歩11分。